# Mantidactylus albofrenatus
A Mantidactylus albofrenatus  a kétéltűek (Amphibia) osztályába és  a békák (Anura) rendjébe, az aranybékafélék (Mantellidae) családjába tartozó faj. 

## Előfordulása
Madagaszkár endemikus faja. A sziget középső részén, Andasibe és An'Ala környékén, 850–900 m-es tengerszint feletti magasságban honos.

## Megjelenése
Kis méretű Mantidactylus faj. A hímek testhossza 19–23 mm, a nőstényeké 25–27 mm. Ötödik ujjának hossza rövidebb, mint a harmadiké. A hímek combmirigye feltűnő és jól látható. Hasi oldala, torka sötét árnyalatú, rajta nagyobb fehér pettyek láthatók. Háta barna színű, oldalának mintázatától jól definiált határvonal választja el. Feltűnő, világos csík fut mellső végtagjától az orrlyukaiig. Hátsó lábán sötét árnyalatú keresztirányú sávok láthatók.

## Természetvédelmi helyzete
A vörös lista a veszélyeztetett fajok között tartja nyilván. Egy védett területen, az Analamazaotra Speciális Rezervátumban fordul elő, ennek ellenére élőhelyének elvesztése fenyegeti a mezőgazdaság, a fakitermelés, a szénégetés, az invázív eukaliptuszfajok terjedése, a legeltetés, és a lakott települések terjeszkedése következtében.